# بخش راکون (شهرستان گالیا، اوهایو)
بخش راکون (به انگلیسی: Raccoon Township) یک منطقهٔ مسکونی در ایالات متحده آمریکا است که در شهرستان گالیا، اوهایو واقع شده‌است.
 بخش راکون ۹۷٫۵ کیلومتر مربع مساحت و ۲٬۲۲۸ نفر جمعیت دارد و ۲۰۴ متر بالاتر از سطح دریا واقع شده‌است.